# 648
648 је била преступна година.

## Догађаји
- Цар Констанс II издаје царски едикт којим се забрањује расправа о монотелитству, да би утишао интензивну контроверзу изазвану доктрином монотелета. Овај едикт, који је поделио патријарх Павле II у Констансово име, познат је под називом Типос.
- Ремаклу саветује краља Сигеберта III од Аустразије да оснује манастире у Ставелоту и Малмедију. Као епископ мисионар, оснива опатију на реци Амблев (савремена Белгија).
- Краљ Ценвалх од Весекса враћа се из трогодишњег изгнанства у Источној Англији, да поврати своје краљевство. Он даје 3.000 кожа земље око Ешдауна свом нећаку Кутхреду, вероватно подкраљу Беркшира (Енглеска).
- Књига Ђин је састављена у Кини за време династије Танг. Његов главни уредник је канцелар Фанг Сјуанлинг, који умире ове године.
- Римски Папа Теодор I је екскомуницира цариградског патријарха Павла II Цариградског.